# Trà Thiết Quan Âm
Trà Thiết Quan Âm  được biết đến là một trong "thập đại danh trà" nổi tiếng của Trung Quốc.
Trà Thiết Quan Âm có nguồn từ trấn Tây Bình, huyện An Huy, tỉnh Phúc Kiến, Trung Quốc với hơn 200 năm lịch sử.
Trà Thiết Quan Âm thoạt nhìn có vẻ khá giống với Trà Ô Long - với những viên trà tròn, chắc, nhưng không có cọng. Nó được xếp vào nhóm trà ô long. Trà được chế biến từ cây trà có giống cùng tên: Thiết Quan Âm.
Trà Thiết Quan Âm được ưa chuộng và dễ tìm kiếm nhất trên thị trường hiện nay là Thiết Quan Âm xanh, với hương vị tươi mới, nhẹ nhàng, và mùi hương hoa lan lôi cuốn. Nhưng theo cách chế biến truyền thống thì trà sẽ được rang khá mạnh, cánh trà ngả sang màu nâu đỏ, và có hương vị của hạt rang.

## Hương vị của trà Thiết Quan Âm
Loại trà này rất dễ pha, nên dùng nước đang sôi rót vào ấm, như vậy hương trà mới thoát ra hết. Trà khi pha sẽ tỏa ra mùi thơm như hoa lan, còn có cả mùi hạt dẻ nhè nhẹ.
Trà khi pha ra có màu nước vàng ánh kim rất trong. Hương thơm nhẹ nhàng của hoa lan. Vị trà chát thanh, nhẹ nhàng, không có vị đắng gằn hay chát mạnh. Khi thưởng thức trà nên uống từng ngụm nhỏ, đầu lưỡi chuyển nhẹ để các gai vị giác trên lưỡi tiếp xúc với nước trà. Sau đó nuốt từ từ, cảm nhận hương thơm và vị chát dịu của trà.

## Cách pha trà Thiết Quan Âm
Trà Thiết Quan Âm là một trong những loại trà oolong hàng đầu để thử nếu bạn là người mới bắt đầu với trà. Bạn có thể pha trà này theo nhiều cách và thậm chí có thể sử dụng nước sôi mà không làm hỏng hương vị.
Dưới đây là hướng dẫn chi tiết về cách pha trà:
- Đầu tiên, bạn nên tráng nưới sôi toàn bộ ấm chén. Việc này sẽ giúp ấm chén nóng lên và hạn chế việc
- Cho 5-8g trà vào ấm trà. Bạn có thể điều chỉnh gia giảm lượng trà trong những lần pha sau để chọn được lượng trà phù hợp nhất.
- Đánh thức trà: Rót nước xấp mặt trà, lắc đều và rót ra thật nhanh. Thao tác này giúp lá trà dễ dàng bung nở hơn trong quá trình pha.
- Rót nước sôi ở nhiệt độ khoảng 95℃ – 98℃ vào ấm trà. Lượng nước khoảng 120-150ml.
- Hãm trà trong khoảng 20-30 giây, sau đó rót toàn bộ trà trong ấm vào các chén trà. Sau khi đã rót hết trà trong ấm ra, mở nắp ấm để xác trà nguội bớt. Khi nào uống lần tiếp theo thì lại tiếp tục châm thêm nước vào ấm. Có thể pha từ 5-7 lần nước.
- Giờ thì thưởng trà thôi.